# Le Pin (Loire-Atlantique)
Le Pin is een gemeente in het Franse departement Loire-Atlantique (regio Pays de la Loire). De plaats maakt deel uit van het arrondissement Châteaubriant-Ancenis. Le Pin telde op 1 januari 2022 829 inwoners.

## Geografie
De oppervlakte van Le Pin bedroeg op 1 januari 2022 24,95 vierkante kilometer; de bevolkingsdichtheid was toen 33,2 inwoners per km².

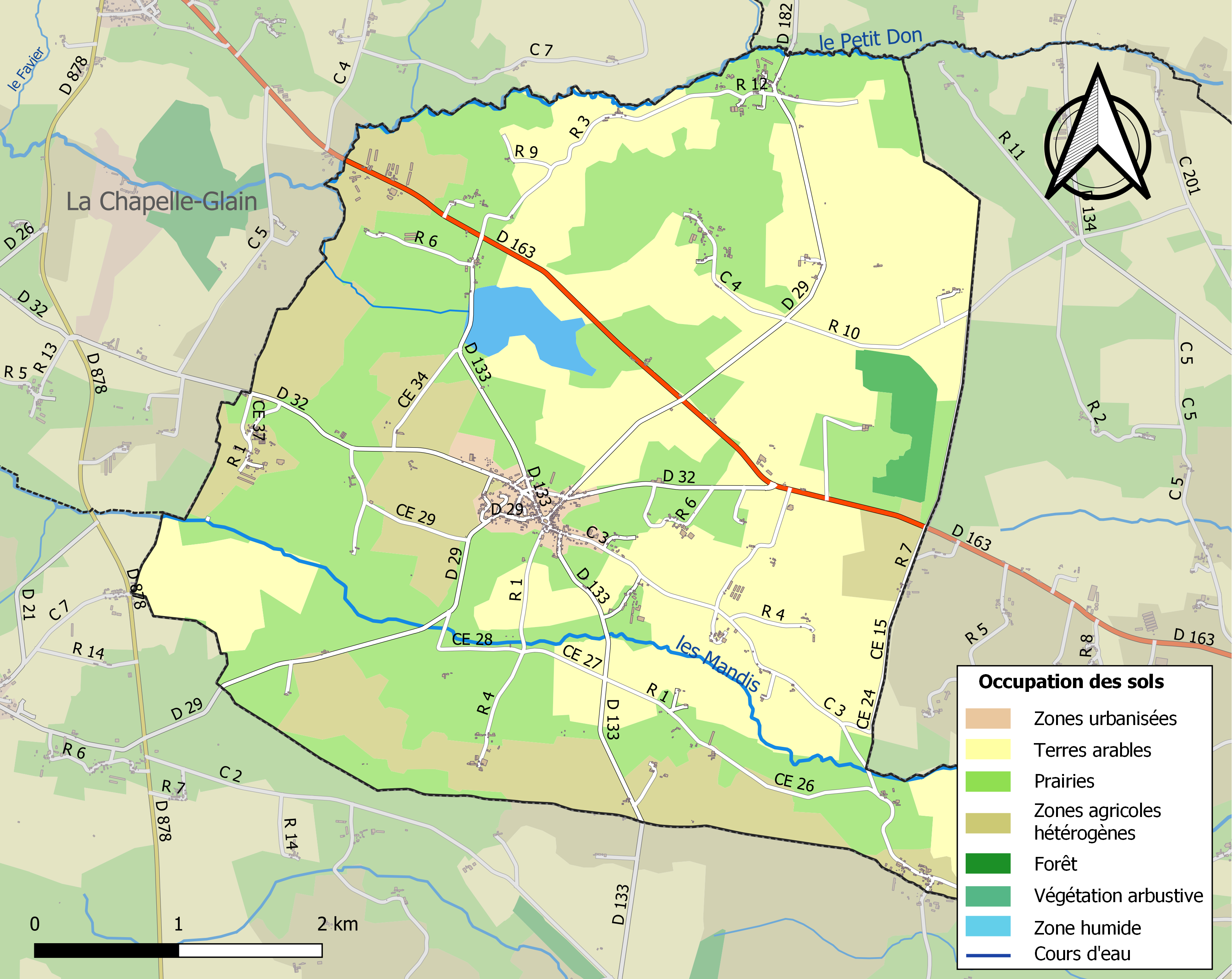
Kaart van de gemeente met de belangrijkste infrastructuur, bodemgebruik en omliggende gemeenten

## Demografie
Onderstaande figuur toont het verloop van het inwonertal (bron: INSEE-tellingen).